# オデーサ・私立フランス語学校
オデーサ・私立フランス語学校（オデーサ・しりつフランスごがっこう・宇: Французька приватна школа міста Одеси）は、オデーサにある私立学校である。

## 沿革
オデーサ・私立フランス語学校は、在ウクライナ・フランス共和国大使館、アリアンス・フランセーズ財団オデーサ支部、国外フランス教育庁の支援を受け、2013年の学年度に開校した。2016年から国外フランス教育庁ネットワークのパートナーとなっている。

## カリキュラム
この施設は、フランス共和国の教育課程に従って教育を提供している。初等中等教育課程の各学級が配置されている。第6学年以降の授業は、国立遠隔教育センターの教育課程に基づいて行われ、生徒にフランスの卒業資格を与えることができる教員が指導する。学校歴は北半球に準じている。

## 脚註